# El Realejo
El Realejo är en kommun (municipio) i Nicaragua med 9 777 invånare. Den ligger i den västra delen av landet vid Stillahavskusten, på slättlandet söder om vulkankedjan Cordillera Los Maribios, i departementet Chinandega. El Realejo var den viktigaste hamnen i Nicaragua under kolonialtiden.

## Geografi
Kommunens enda större ort är kommunhuvudorten El Realejo, med 3 954 invånare (2005) i sju olika barrios. Landsbygden runtomkring består av tio comarcas. I kommunens södra del, runt huvudorten, ligger de mycket glest befolkade Baricada (265 inv, 2005), El Realejo (113), Las Lajas (42) och La Chocolata (50). Västerut vid kusten ligger Alemannia Federal (1,495), Paso Caballos (495) och Ramón Antonio López (713). Kommunens norra del består av Terencio Munguia (866), Ameya (629 inv) och El Provenir (236).
El Realejo gränsar till kommunerna Chinandega i nordost, Chichigalpa i sydost, Corinto i sydväst och El Viejo i nordväst. Kommunen ligger inte direkt vid Stilla havet, men vid El Realejo deltat som rinner ut i havet vid Corinto.

## Historia

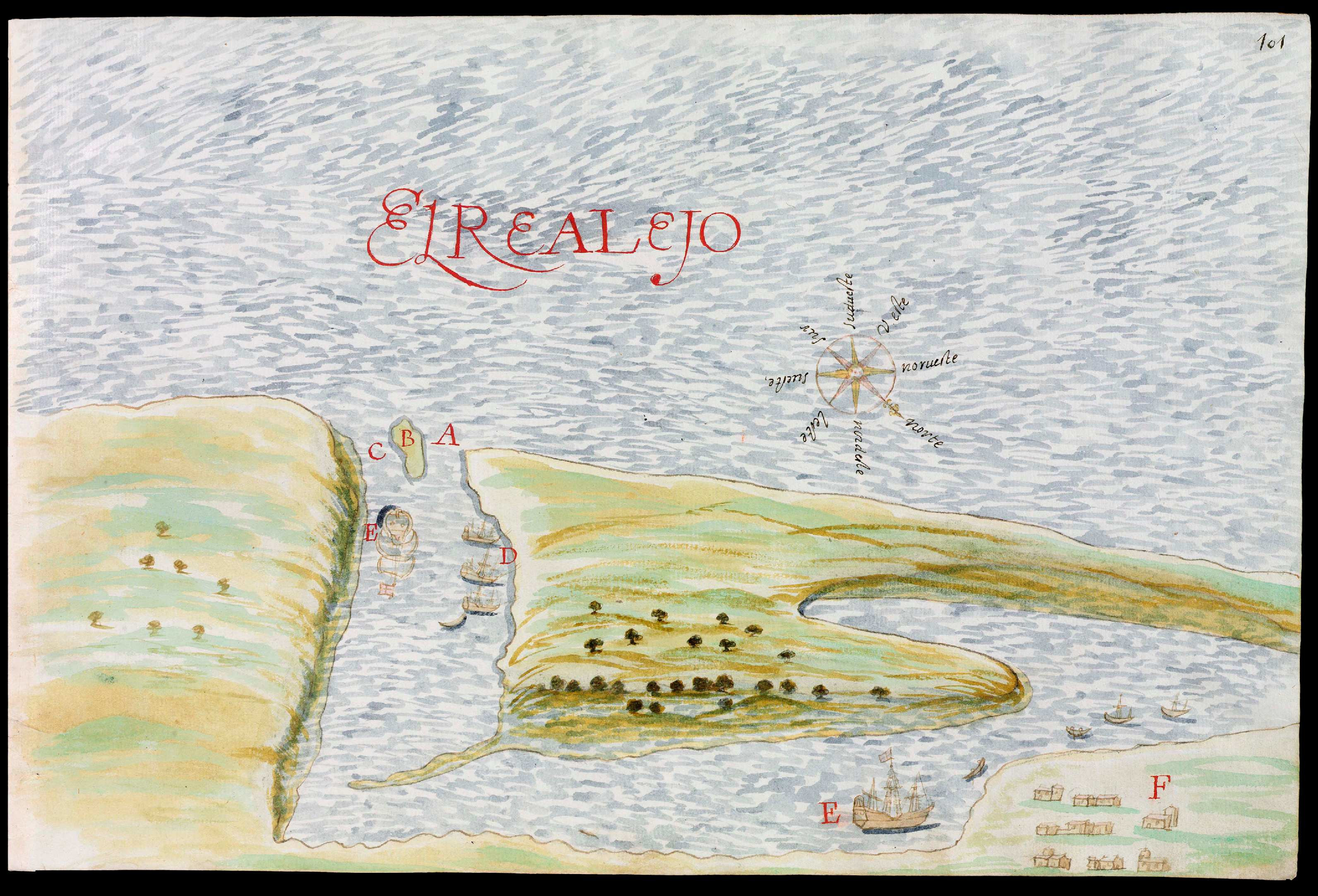
Karta över El Realejo från 1614

Viken där El Realejo ligger upptäcktes 1522 av Gil González de Ávila. Tio år senare, 1532, grundades El Realejo och det var länge Centralamerikas viktigaste hamnstad på Stillahavskusten, med regelbunden båttrafik till och från Lima, Peru. Härifrån sändes till exempel de trävaror och slavar som Francisco Pizarro använde för att bygga upp Lima. Platsen var också en viktig plats för båtbyggnad, och några av Manillagaleonerna byggdes där under 1500-talet. El Realejo attackerades av pirater vid tre tillfällen, 1623 av den engelske piraten John Davis, 1681 av den engelske piraten Bartholomew Sharp och 1685 av den franske piraten Raveneau de Lussan.
På 1800-talet växte hamninloppet igen och 1858 flyttades därför hamnen längre ut mot kusten till Corinto. Därefter har El Realejo somnat av och har sedan dess varit en mycket lugn och stilla plats. Det finns fortfarande ruiner kvar från den koloniala tiden men de är inte tillräckligt intakta för att man skall kunna göra sig en föreställning om hur staden såg ut på den tiden.